# Мостова (притока Сіви)
Мостова́ (рос. Мостовая) — річка в Пермському краї (Частинський район) та Удмуртії (Воткінський район), Росія, ліва притока Сіви.
Витоки річки розташовані між урочищами Горшковське на заході та Степанів Угор на сході. Протікає на південний захід до кінця села Мостова, де приймає зліва притоку Полуденку. Далі протікає на північний захід. Впадає до Сіви трохи нижче села Шалавенки. Похил річки становить 6,9 м/км.
У верхній течії пересихає, русло нешироке, в селі Мостова збудовано став, площею 0,1 км². Приймає декілька дрібних приток, найбільшою з яких є ліва Полуденка.